# Freaks and Geeks
Freaks and Geeks (conocida como Jóvenes y rebeldes en Hispanoamérica e Instituto McKinley en España) es una serie de televisión estadounidense creada por Paul Feig y producida por Judd Apatow que fue emitida inicialmente por la cadena de televisión NBC en la temporada 1999–2000. El espectáculo está ambientado en una escuela secundaria suburbana cerca de Detroit durante 1980-1981. El tema de Freaks and Geeks refleja "la triste y divertida injusticia de la vida adolescente". Con poco éxito cuando se emitió por primera vez, debido a un calendario de episodios errático y conflictos entre los creadores y NBC, la serie fue cancelada después de emitir 12 de los 18 episodios. La serie se convirtió en un clásico de culto y Apatow continuó el legado del programa incorporando a los actores en futuras producciones.
La serie ha aparecido en numerosas listas de los mejores programas de televisión de todos los tiempos, incluidas listas de Time, Entertainment Weekly, TV Guide y Rolling Stone. Lanzó la mayoría de las carreras de sus actores jóvenes: Linda Cardellini, James Franco, Seth Rogen, Jason Segel, Busy Philipps, John Francis Daley, Martin Starr y Samm Levine.

## Argumento
Lindsay Weir y su hermano pequeño, Sam, asisten a la escuela secundaria William McKinley durante el año escolar 1980–81. El espectáculo está ambientado en la ciudad de Chippewa, Míchigan, un suburbio ficticio de Detroit (llamado así por Chippewa Valley High School, a la que asistió el creador de la serie Paul Feig).
Lindsay se une a un grupo de amigos a los que se hace referencia como los "monstruos": Daniel Desario, Ken Miller, Nick Andopolis y Kim Kelly, mientras que los amigos de Sam constituyen los "geeks", Neal Schweiber y Bill Haverchuck. Los padres de Weir, Harold y Jean, aparecen en cada episodio, y Millie Kentner, la antigua mejor amiga nerd y muy religiosa de Lindsay, es un personaje recurrente, así como Cindy Sanders, la popular animadora de la que Sam está enamorado.
Lindsay se encuentra intentando transformar su vida como una estudiante académicamente competente, una "atleta" estrella y una chica rebelde que se junta con holgazanes problemáticos. Sus relaciones con sus nuevos amigos, y la fricción que causan con sus padres y con su propia imagen, forman un hilo central del programa. El otro sigue a Sam y su grupo de amigos geek mientras navegan por una parte diferente del universo social y tratan de encajar.

## Lista de personajes
Al contrario que la mayoría de las series basadas en estudiantes de instituto, la mayoría del reparto estaba compuesto por actores cuya edad era próxima a la de los personajes que representaban en la misma. Por ejemplo, John Francis Daley tenía exactamente la edad de Sam, el chico de primer año de instituto que representaba.

### Familia Weir
- Linda Cardellini como Lindsay Weir.
- John Francis Daley como Sam Weir.
- Joe Flaherty como Harold Weir (padre de Sam y Lindsay).
- Becky Ann Baker como Jean Weir (madre de Sam y Lindsay).

### Geeks
- Samm Levine como Neal Schweiber.
- Martin Starr como Bill Haverchuck.
- Jerry Messing como Gordon Crisp.
- Stephen Lea Sheppard como Harris Trinsky.

### Freaks
- James Franco como Daniel Desario.
- Busy Philipps como Kim Kelly.
- Jason Segel como Nick Andopolis.
- Seth Rogen como Ken Miller.

### Otros estudiantes
- Sarah Hagan como Millie Kentner.
- Natasha Melnick como Cindy Sanders.

### Profesores
- Dave Allen como Mr. Rosso
- Steve Bannos como Mr. Kowchevski
- Trace Beaulieu como Mr. Lacovara
- Steve Higgins como Mr. Fleck
- Leslie Mann como Ms. Foote
- Thomas F. Wilson como Entrenador Fredricks.

## Episodios
El guion del episodio piloto de Freaks and Geeks fue escrito por Paul Feig como guion específico.  Feig le dio el guion al productor Judd Apatow, quien lo vendió a DreamWorks, donde Apatow tenía un acuerdo general. DreamWorks lo vendió a NBC, quien dio luz verde a un piloto. Antes de rodar el guion, Feig escribió un segundo episodio a instancias de Apatow. Mostró este segundo guion a Apatow y al director del piloto Jake Kasdan, y le sugirieron que combinara los dos episodios para formar un piloto más fuerte. Las adiciones notables incluyen la introducción de Kim Kelly y el recuerdo de Lindsay sobre la muerte de su abuela.  Feig escribió un borrador final después de una lectura con el elenco, esta vez incorporando un primer encuentro entre Lindsay y los monstruos (en borradores anteriores, Lindsay ya era parte del grupo). 
El programa tuvo 18 episodios, tres de los cuales, "Kim Kelly Is My Friend", "Dead Dogs and Gym Teachers" y "Noshing and Moshing", no fueron transmitidos por NBC y no se vieron hasta que Fox Family dirigió el programa en 2000. Los últimos tres episodios se estrenaron en el Museo de Televisión y Radio antes de ser transmitidos por televisión. 

### Arcos planeados
En una entrevista de 2012 con Vanity Fair, Paul Feig detalló lo que habría pasado con los personajes si el programa hubiera continuado: Lindsay se convertiría en abogada de derechos humanos, años después de seguir a Grateful Dead. Sam se habría unido al club de teatro. Neal afrontaría el divorcio de sus padres uniéndose a un coro de swing en la escuela. Bill se uniría al equipo de baloncesto, se convertiría en deportista y generaría tensión con los geeks. Daniel terminaría en la cárcel. Kim quedaría embarazada durante la gira mientras seguía a Grateful Dead. Nick sería presionado por su estricto padre para unirse al ejército.

## Lanzamiento de medios

### DVD y Blu-ray
El 6 de abril de 2004, se lanzó una caja de seis DVD de Freaks and Geeks a través de Shout! Factory y Sony BMG Music Entertainment. También estuvo disponible a través del sitio web oficial del programa un conjunto limitado de "edición de anuario", que incluye dos discos adicionales. Los fanáticos que habían firmado una petición en línea para obtener el programa en DVD tuvieron prioridad en la compra del conjunto especial. 
El 25 de noviembre de 2008, la caja de lujo "Yearbook Edition" fue relanzada a través de Vivendi Entertainment. El conjunto incluye todos los episodios, comentarios y características especiales del conjunto de seis DVD de la "Serie completa", además de dos discos adicionales y un empaque de lujo. Está empaquetado como un anuario en color de 80 páginas con ensayos, fotografías y sinopsis de episodios. 
En julio de 2015, Shout! Factory anunció que había comenzado a prepararse para el lanzamiento en Blu-ray de la serie.  Posteriormente se confirmó en diciembre de 2015 que Shout! lanzaría la serie completa en Blu-ray el 22 de marzo de 2016, y el conjunto contendría todas las características especiales de los lanzamientos anteriores y los episodios tanto en su relación de aspecto original como en pantalla ancha. 
A partir del 1 de julio de 2021, todos los lanzamientos de DVD y Blu-ray de EE. UU. se han descontinuado y están agotados.

### Banda sonora
Freaks and Geeks utilizó música de finales de los años 1970 y principios de los 1980 para su banda sonora. La compra de los derechos de las canciones requirió gran parte del presupuesto de la serie y se convirtió en un obstáculo para el lanzamiento de la serie en DVD en los Estados Unidos, de hecho en posteriores repeticiones de la serie en el canal Fox Family algunas canciones tuvieron que ser reemplazadas. A pesar de todo esto, con el tiempo, Shout! Factory lanzó en 2004 Freaks and Geeks en DVD conservando la música original intacta.
Los créditos de apertura de cada episodio van acompañados por la canción "Bad Reputation" de Joan Jett, del álbum de 1980 con el mismo nombre.
La banda sonora es uno de los puntos a favor más fuerte de la serie pues cuenta con artistas como Led Zeppelin, The Who, Queen, Deep Purple, Van Halen, Kiss, Jethro Tull, Cream, Lynyrd Skynyrd, Pink Floyd, David Bowie, Gloria Gaynor, Black Flag, The Clash y Joe Jackson entre muchos otros. Por otra parte, los temas originales fueron compuestos por Michael Andrews, popular por su trabajo en la película de culto Donnie Darko.

## Recepción

### Recepción crítica
En Metacritic, Freaks and Geeks tiene una puntuación de 88 sobre 100, basada en 26 reseñas, lo que indica "aclamación universal".  En Rotten Tomatoes, el programa tiene una puntuación del 100 % con una calificación promedio de 9,70 sobre 10, basada en 32 reseñas. El consenso crítico del sitio dice: "Freaks and Geeks satiriza la adolescencia de la vida real mientras abraza con cariño cada dolor creciente a lo largo del camino con una honestidad refrescante".

### Audiencia
El programa tuvo un promedio de 6,77 millones de espectadores y ocupó el puesto 93 en la clasificación durante la única temporada que se emitió.